# 伊丹市立摂陽小学校
伊丹市立摂陽小学校（いたみしりつ せつようしょうがっこう）は、兵庫県伊丹市昆陽南にある公立小学校。2013年（平成25年）5月10日現在の児童数は426名である。

## 沿革
- 1974年（昭和49年）4月1日 - 伊丹市立稲野小学校の校内に、伊丹市立摂陽小学校開校。
- 1974年（昭和49年）8月31日 - 現在地へ移転。

## 進路状況
ほとんどの児童は伊丹市立西中学校もしくは伊丹市立笹原中学校へ進学するが、国私立中学校へ進学する児童もいる。

## 通学区域が隣接している学校
- 伊丹市立笹原小学校
- 伊丹市立鈴原小学校
- 伊丹市立稲野小学校
- 伊丹市立花里小学校
- 伊丹市立昆陽里小学校